# Gaito Gazdánov
Gaito Gazdánov (Гайто Газданов), nombre real Georgi Ivanovich Gazdanov (Георгий Иванович Газданов; n. San Petersburgo, 23 de noviembrejul./ 6 de diciembre de 1903greg.; 5 de diciembre de 1971, Múnich), fue un escritor y periodista oseto-ruso en el exilio.

## Vida
Nace en San Petersburgo en el seno de una familia rusificada originaria de Osetia. Se cría en Siberia y Ucrania. Ya de niño pierde a su padre y a sus dos hermanas. Estalla la Revolución bolchevique y en 1919, en plena Guerra Civil Rusa, se alista, aún adolescente, de voluntario en el Ejército Blanco. En 1920 es evacuado de Crimea con lo que queda de las fuerzas del barón  Piotr N. Wrangel. Pasa por  Galípoli y por Constantinopla, donde experimenta con su primer relato publicado (Hotel del futuro), y acaba en Shumen (Bulgaria), donde finaliza sus estudios de secundaria. Como muchos otros exiliados rusos de la llamada «primera emigración», no volverá a ver su país.
En 1923 llega a París, donde lleva durante años una existencia precaria, ganándose la vida, entre otras cosas, de estibador en los muelles del Sena, de operario en una cadena de montaje de Citroën y de asistente de oficina en la editorial Hachette, para acabar ejerciendo de taxista nocturno de 1928 a 1952, ocupación que le permite dedicarse a la escritura. Sigue cursos en La Sorbona y participa activamente en la vida cultural de la comunidad rusa en París: es miembro del llamado «Montparnasse ruso» y del círculo literario Кочевье  (Kocheve, «Nómada») de Marc Slonim, y asiste a los encuentros del  «studio franco-russe» organizados por Wsevolod de Vogt. Bajo la influencia de Mijail Osorguin entra en 1932 en la logia masónica Северная звезда (Severnaia zvezda,  «Estrella del Norte») del «Gran Oriente de Francia», en la que llegó a ocupar altos grados en la jerarquía. En 1936 contrae matrimonio con Faina Dmitrievna Lamzaki, de origen griego y nacida en Odesa. Durante la Segunda Guerra Mundial se une a la resistencia francesa, presta asistencia a judíos fugitivos y a partisanos soviéticos y, basándose en estas experiencias, escribe el ensayo Me comprometo a defender, su primera obra traducidad al, y publicada en, francés. En 1947 recibe junto a su mujer la nacionalidad francesa.
En 1953 se traslada a Múnich donde colabora bajo el pseudónimo de Georgi Cherkasov como periodista y redactor en la recién creada «Radio Liberation» (posteriormente «Radio Liberty»), desde la cual emite programas culturales y políticos en lo que en la Unión Soviética se considera un ya anticuado «ruso de Chéjov». En 1959 vuelve a París como corresponsal de la emisora, para volver de nuevo a Múnich en 1967, ciudad en la que vive «un exilio en el exilio» y en la que muere en 1971 de cáncer de pulmón. Es enterrado en el cementerio ruso Sainte-Geneviève-des-Bois cerca de París, donde años después la comunidad artística oseta erige una lápida de bronce bajo el patrocinio del director de orquesta Valeri Gérgiev.
En 1975, y por mediación de su biógrafo Laszlo Dienes, su viuda dona el archivo personal del autor a la Haughton Library de la Universidad de Harvard. A partir de 1988 se suceden un gran número de publicaciones en Rusia, incluyendo ediciones que reúnen casi la totalidad de sus obras. En 1998 se crea en Moscú la Sociedad de Amigos de Gaito Gazdánov. A raíz del (re)descubrimiento del autor y de su popularidad entre los lectores rusos, sus obras se  empiezan a reeditar en francés y serbio y posteriormente en otros idiomas, en particular en inglés, español y alemán.

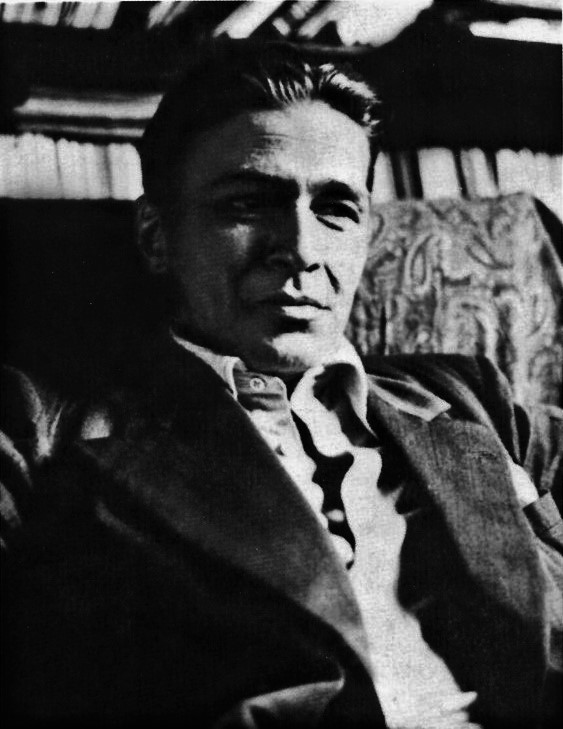
Gaito Gazdánov, París, 1934

## Obra
Escribió diez novelas (la última inconclusa), una cuarentena de relatos y un gran número de ensayos literarios y artículos periodísticos. Si bien llegó a dominar el francés, siguió, al contrario que Vladimir Nabókov, escribiendo y publicando en ruso, pero siempre fuera de Rusia, en revistas literarias de la emigración, y hubo que esperar a la Perestroika para que sus obras dejasen de ser vetadas y se publicasen por primera vez en su país de origen.
Su primera novela, Una noche con Claire (1929), fue recibida con gran éxito y excelente crítica en la comunidad rusa. En esta novela, el reencuentro de un exiliado ruso con un amor de juventud desencadena un viaje en el recuerdo y una serie de reflexiones sobre la época previa a la revolución y la posterior guerra civil. Máximo Gorki le felicitó por su obra y gestionó la publicación de la novela en Moscú, sin éxito. En ese momento se le consideró, junto a Vladimir Nabokov, una de las jóvenes promesas de la literatura rusa de la así llamada «generación desapercibida» en la emigración.
En 1939 publicó El vuelo, una novela sobre el exilio de una familia rusa adinerada y extravagante y su desintegración moral, y a ésta le siguió Caminos nocturnos, basada en su experiencia de taxista. En esta última novela un taxista nocturno culto de origen ruso explora su memoria a la vez que observa, fluctuando entre la indignación, la indiferencia y la resignación, las aventuras y desventuras de sus compatriotas y de los personajes que pueblan la variopinta fauna nocturna de la capital francesa.
Siguieron dos novelas de corte policíaco a la vez que existencialista, El espectro de Alexander Wolf y El retorno del Buda. En la primera, traducida poco después de su aparición al inglés (1950), al italiano, al francés (1951) y al español (1955) y adaptada en 1950 para la televisión por Studio One (CBS), los personajes principales son de nuevo exiliados rusos, esta vez dos excombatientes marcados por la experiencia de la guerra civil, el uno abrumado por la imagen de una muerte, el otro a la espera de esa muerte que no acabó de ser consumada, todo ello en una trama en la que, en retrospectiva, lo imprevisible y lo inevitable se confunden y en la que el destino mueve personajes, cual piezas de un gran tablero de ajedrez, a la búsqueda de un jaque mate definitivo tras un jaque fallido. En un relato previo, La transformación (Praga, 1928), G. Gazdánov exploró ya los dos personajes principales, que no la trama, de El espectro de Alexander Wolf. En El retorno del Buda es la estatua de un Buda misteriosamente desaparecida la que puede salvar de la cárcel al protagonista, un joven ruso aquejado de delirios y que se interroga sobre lo real.
Con las novelas Peregrinos y El despertar deja sus temas tradicionales e inicia el ciclo de «novelas francesas». En El despertar escribe un cuento filosófico-moral en el que un joven basa el sentido de su existencia en la ayuda incondicional que presta a una joven desquiciada aquejada de amnesia. Su última novela, sobre un golpe de Estado en un país sudamericano, quedó inconclusa.

## Estilo y temas
Su obra se caracteriza por la sugestiva intensidad emocional propia de la narrativa rusa al igual que por una prosa meditativa y un existencialismo agridulce que le valieron comparaciones con Marcel Proust y Albert Camus. No en vano se le ha descrito como «un escritor francés de lengua rusa» y no es inusual encontrar en sus narraciones pasajes en un lenguaje híbrido ruso-francés. La musicalidad que caracteriza el lenguaje del original ruso resulta difícil de reproducir en las traducciones.
En sus narraciones el presente y el pasado se van entretejiendo mientras múltiples destinos se van cruzando y se explora, en un intento de descifrar las claves del destino y del comportamiento humano, cómo el acontecer impregna los recuerdos de nuevos significados y modela el pasado dotándolo de una dimensión premonitoria. Muchas de sus obras presentan una estructura no convencional, a veces laberíntica, en la que el tiempo por momentos se trastoca y las asociaciones de ideas aparentemente desconexas priman sobre la presentación de una cadena lógica y temporal de sucesos. Otros temas recurrentes en sus obras son el desarraigo de la emigración y el exilio, la vulnerabilidad de la vida ante los caprichos del azar, y la sigilosa y acechante presencia de la muerte. Su ideología política, anticomunista, apenas transluce en sus obras literarias. Sus obras reproducen muchos elementos autobiográficos y algunos de los personajes encarnan el carácter solitario e introspectivo del autor.

## Obras

### Novelas
- Una noche con Claire (Вечер у Клэр - Vecher u Kler, 1929)
- Historia de un viaje (История одного путешествия - Istoriia odnogo puteshestviia, 1934-35)
- El vuelo (Полёт - Poliot, 1939)
- Camino nocturno (Ночная дорога - Nochnaia doroga, 1939-40), posteriormente Caminos nocturnos (Ночные дороги - Nochnye dorogi, 1952)
- El espectro de Alexander Wolf (Призрак Александра Вольфа  - Prizrak Aleksandra Volfa, 1947-48)
- El retorno del Buda (Возвращение Будды - Vozvraschenie Buddy, 1949-50)
- Peregrinos (Пилигримы - Piligrimy, 1953-54)
- El despertar (Пробуждение - Probuzhdenie, 1965-66)
- Evelyne y sus amigos (Эвелина и её друзья - Evelina i yeyo druzia, 1968-71)
- El golpe de estado (Переворот - Perevorot, 1972) (inconclusa)

### Relatos (selección)
- Hotel del futuro (Гостиница грядущего - Gostinitsa griaduschego, 1926)
- Historia de tres fracasos (Повесть о трех неудачах - Povest o trej neudachaj, 1927)
- Historias de tiempo libre (Рассказы о свободном времени - Rasskazy o svobodnom, 1927)
- La sociedad del ocho de picas (Общество восьмерки пик - Obschestvo vosmerki pik, 1927)
- La transformación (Превращение - Prevrascenie, 1928)
- La camarada Brak (Тoварищ Брак - Tovarisch Brak, 1928)
- Martin Raskolinos (Мартын Расколинос - Martyn Raskolinos, 1929)
- Cisnes negros (Чёрные лебеди - Chornye lebedi, 1930)
- Prisión de agua (Водяная тюрьма - Vodjanaja tjurma, 1930)
- El gran músico (Великий музыкант - Veliki muzykant, 1931)
- Felicidad (Счастье - Schaste, 1932)
- El error (Ошибка - Oshibka, 1938)
- El compañero de viaje nocturno (Вечерний спутник - Vecherni sputnik, 1939)
- La historia de Olga (Рассказ об Ольге - Rasskaz ob Olge, 1942)
- El destino de Salomé (Судьба Саломеи - Sudba Salomei, 1959)
- Requiem (Панихида - Panijida, 1960)
- Las cartas de Ivanov (Письма Иванова - Pisma Ivanova, 1963)
- El aventurero (Aвантюрист  - Avantiurist, 1979)

## Publicaciones

### Publicaciones en español
- El Espectro de Alejandro Wolf, Luis de Caralt, Barcelona, 1955, traducción por Miguel A. Calzada de la edición francesa de 1951 (reedición bajo el título El Espectro de Alexander Wolf, Editorial La Bestia Equilátera, Buenos Aires, 2014); nueva traducción por María Garcia Barris, El espectro de Aleksandr Wolf, Acantilado, Barcelona, 2015
- Caminos nocturnos, Sajalín Editores, Barcelona, 2010
- Una noche con Claire, Nevsky Prospects, Madrid, 2011, con prólogo Archivado el 6 de marzo de 2014 en Wayback Machine. de Patricio Pron. Traducción de Maria García Barris.
- El retorno del Buda, Acantilado, Barcelona, 2017. Traducción de Maria García Barris.
- Despertar, Editorial Karwán, Barcelona, 2021. Traducción de Maria García Barris.

### Publicaciones en catalán
- L'espectre d'Aleksandr Wolf, Editorial Karwán, Barcelona, 2021. Traducción de Maria García Barris.

### Publicaciones en ruso
- Obras en tres volúmenes: Собрание сочинений (Sobranie sochineni), Согласие (Soglasie), Moscú, 1996
- Obras en cinco volúmenes, edición de T. N. Krasavchenko: Собрание сочинений (Sobranie sochineni), Эллис Лак (Ellis Lak), Moscú, 2009
- Numerosos relatos, novelas, ensayos y cartas disponibles en línea (en ruso) en la Librería Maxim Moshkova y en la página de la editorial Русский путь

### Publicaciones en alemán
- Der nächtliche Reisegefährte, en Russische Erzähler des XX Jahrhunderts, E. Gagarin, J & S Ferdermann Verlag, Múnich, 1948
- Der Irrtum, en Der Irrtum - Russische Erzählungen, dtv, Múnich, 1999
- Das Phantom des Alexander Wolf, Carl Hanser, Múnich, 2012
- Die Wandlung, en Akzente - Zeitschrift für Literatur 3/2013, Carl Hanser Verlag, Múnich
- Schwarze Schwäne, en Sinn und Form Nr. 6, 2013, Akademie der Künste, Berlín
- Ein Abend bei Claire, Carl Hanser, Múnich, 2014
- Glück, Edition 5 PLUS (Exklusivauflage), Leck, 2014
- Die Rückkehr des Buddha, Carl Hanser, Múnich, 2016
- Die Pilger, BoD, 2019
- Straßenlaternen, en Sinn und Form Nr. 4, 2020, Akademie der Künste, Berlín
- Erwachen, BoD, 2021
- Genossin Brack, Martin  Raskolinos, Hawaiigitarren, Schwarze Schwäne, Der Eiserne Lord, Die Befreiung, Hannah, Der nächtliche Gefährte y Eine Seelenmesse en Schwarze Schwäne, Carl Hanser, Múnich, 2021
- Der Klub Pik Acht, en Sinn und Form Nr. 4, 2021, Akademie der Künste, Berlín

### Publicaciones en francés
- Je m’engage à défendre, Ombres et lumières, Défense de la France, París, 1946
- Le spectre d’Alexandre Wolf, Robert Laffont, París, 1951; Viviane Hamy, París, 2013
- Chemins nocturnes, Viviane Hamy, París, 1991
- Éveils, Viviane Hamy, París, 1998
- Dernier Voyage, Mercure de France, París, 1999
- Une soirée chez Claire, Viviane Hamy, París, 1999
- Le retour du Bouddha, Viviane Hamy, París, 2002
- Cygnes noirs, Compagnon du soir, Office des morts y Les lettres d’Ivanov, en Cygnes noirs, Viviane Hamy, París, 2015
- L'Hôtel du futur, La métamorphose, Trois échecs, La camarade Brak, Histoires de temps libre, La société du huit de pique, Martyn Raskolinos y Les cygnes noirs, en L'Hôtel du futur, Les Éditions Circé, Estrasburgo, 2015
- Histoire d'un voyage, Indep. Pub., 2019

### Publicaciones en inglés
- Hotel of the future Archivado el 7 de marzo de 2014 en Wayback Machine.
- The spectre of Alexander Wolf, E. P. Dutton & Co., New York, 1950; Pushkin Press, Londres, 2013
- Buddha's return, E. P. Dutton & Co., New York, 1951; The buddha's return, Pushkin Press, Londres, 2014
- A watery prison, en A russian cultural revival: A critical anthology of émigré literature before 1939, T. Pachmuss; University of Tennessee Press, Knoxville, 1981
- An evening with Claire, Ardis, Ann Arbor, 1988; Overlook Press, New York, 2014
- Night roads, Northwestern University Press, Illinois, 2009
- The flight, Pushkin Press, Londres, 2016
- The spy, Black swans, Princess Mary y Requiem en Russian Émigré short stories from Bunin to Yanovsky, Ed. Bryan Karetnyk; Penguin Books, Londres, 2017
- Maître Rueil, Happiness, Deliverance, The Mistake, The Beggar y Ivanov's Letters en The Beggar and other Stories, Pushkin Press, Londres, 2018.